# 21738 Schwank
21738 Schwank è un asteroide della fascia principale. Scoperto nel 1999, presenta un'orbita caratterizzata da un semiasse maggiore pari a 2,3232446 UA e da un'eccentricità di 0,1449526, inclinata di 5,57043° rispetto all'eclittica.